# Radian Ridge
Radian Ridge är en bergstopp i Antarktis. Den ligger i Östantarktis. Nya Zeeland gör anspråk på området. Toppen på Radian Ridge är 1 728 meter över havet.
Terrängen runt Radian Ridge är huvudsakligen bergig, men den allra närmaste omgivningen är kuperad. Trakten är obefolkad. Det finns inga samhällen i närheten. 